# تمييز إيجابي

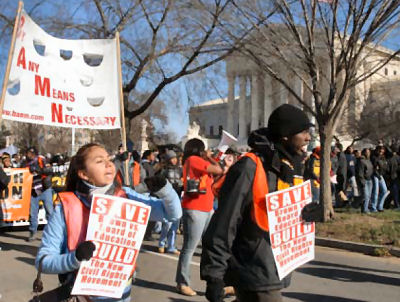

التمييز الإيجابي، هي اعتماد مبدأ الأفضلية أو بآليات إنعاش ملائمة في التعامل مع الأقليات، وهي السياسات التي تأخذ بعوامل (كالعرق واللون والدين والجنس والتوجه الجنسي أو الأصل)  في الاعتبار لكي تميز مجموعات مهمشة في التوظيف أو التعليم أو الأعمال،  بعلة السعي لإصلاح التمييز الذي مورس ضدهم في السابق.

وتختلف طبيعة سياسيات التمييز الإيجابي من دولة إلى أخرى، في بعض الدول مثل الهند يُستخدم نظام الحصص الذي تكون فيه نسبة معينة من الوظائف الحكومية والمناصب السياسية والمقاعد الدراسية محجوزة لأعضاء من مجموعة معينة، وفي بعض الدول الأخرى التي لا يتم استخدام نظام الحصص فيها، تكون الأفضلية للمنتمين إلى الأقليات أو تكون لهم اعتبارات خاصة عند عملية الاختيار. 

العديد من الدول مثل الهند تمنح الأفراد المنتمين إلى فئات محرومة الحجز السياسي ومناصب مهنية وتعليمية ، وتختلف هذه النسبة حيث أنها تصل في الهند إلى 30 % ولكنها قد تصل إلى 70% في ولاية تاميل نادو فقط. وفي الولايات المتحدة، فإن التمييز الإيجابي في التوظيف والتعليم يعد موضع جدل على الصعيد السياسي والقانوني. في عام 2003 أصدرت المحكمة العليا في الولايات المتحدة (في قضيتي جرتر ضد بولينجر وجراتز ضد بولينجر) قرارات بالسماح للمؤسسات التعليمية باعتبار العرق عاملا عند قبول الطلبة لكنها حظرت استخدام نظام الحصص. وفي بلاد أخرى مثل المملكة المتحدة، فإن التمييز الإيجابي يعد غير قانونيا، إذ أنه لا يتعامل مع جميع الأعراق بتساوٍ، ويوصف هذا النهج في المساواة على أنه «أعمى اللون»، وفي دول كهذه فإن التركيز يميل إلى أن يكون في ضمان تكافؤ الفرص، مثلا: الحملات الإعلانية الموجهة لتشجيع مرشحين من أقليات عرقية للانضمام إلى قوات الشرطة، ويوصف هذا أحيانا ب«العمل الإيجابي».

## أصل المصطلح
استخدم المصطلح «التمييز الإيجابي» لأول مرة في الولايات المتحدة في الأمر التنفيذي 10925 ووقعه الرئيس جون ف. كينيدي في 6 مارس 1961، وقد استخدم لتعزيز إجراءات تهدف لعدم التمييز، واشتمل على بند ينص أن المتعاقدين الحكوميين «يجب أن يطبقوا التمييز الإيجابي لضمان توظيف المتقدمين ومعاملة الموظفين أثناء العمل دون النظر إلى عرقهم، عقيدتهم، لونهم أو موطنهم الأصلي». في عام 1965 قام الرئيس ليندون ب. جونسون بسن الأمر التنفيذي 11246 الذي يشترط على أرباب العمل التابعين للحكومة باتباع سياسة «التمييز الإيجابي» للتوظيف بغض النظر عن العرق، أو الدين أو الأصل القومي، وهذا منع أرباب العمل من التمييز ضد الأفراد الذين ينتمون إلى الفئات المحرومة، وفي 1968، تمت إضافة نوع الجنس إلى قائمة مناهضة التمييز. هناك إجراءات مماثلة في دول أخرى مثل سياسة «التحفظ» في الهند و«التمييز الإجابي» في المملكة المتحدة و«المساواة في العمل» في كندا.

## الهدف
إن الغرض من التمييز الإيجابي هو تشجيع الفرصة المتساوية، ويكون في الوظائف الحكومية والمؤسسات التعليمية للتأكد من أن الأقليات في مجتمع تكون مضمنة في كل البرامج. يُبرر التمييز الإيجابي بأنه يساعد في تعويض التمييز والاضطهاد والاستغلال الماضي من الطبقة الحاكمة في الثقافة،  وكذلك لتحديد التمييز الحالي. يعتبر أنصار سياسة التمييز الإيجابي، خاصة في الولايات المتحدة أن تنفيذ السياسة مبرر بسبب آثاره المتنوعة.

## الحصص «الكوتا»
تختلف قوانين الحصص والتمييز الإيجابي بشكل كبير من دولة إلى أخرى، وفي الهند تستخدم الحصص على أساس طبقي من أجل حجز المقاعد. لكن الحصص أو الكوتا غير قانونية في الولايات المتحدة. لا يمكن لرب عمل، أو جامعة أو أي جهة أخرى وضع أرقام محددة لكل عرق.
وفي عام 2012 وافقت مفوضية الاتحاد الأوروبية على خطة لجعل النساء يشكلن 40% في المجالس الإدارية الغير تنفيذية في الشركات الكبيرة بحلول عام 2020.
في السويد، حكمت المحكمة العليا بأن التمييز الإيجابي والتحصيص العرقي في الجامعات يعتبر تفرقة وبالتالي فهو غير قانوني. ونص الحكم على أن المتطلبات في القبول يجب أن تكون متساوية للجميع. ذكر مستشار العدل، بأن الحكم لا يترك مجالا للشك.

## المرأة
درست بحوث مختلفة تأثير التمييز الإيجابي على المرأة. وفي مراجعة قامت بها كورتولوس في عام 2012 للتمييز الإيجابي والترقية المهنية للأقليات والنساء بين عامي 1973 و2003 والتي أظهرت أن أثر التمييز الإيجابي على ترقية السود واللاتينيين والنساء البيض في الصعيد الإداري والمهني والمهن التقنية حصل بشكل رئيسي خلال فترة السبعينيات وأوائل الثمانينيات. خلال هذه الفترة رفع المتعهدون حصصهم من هذه الفئات بشكل أسرع من غير المتعهدين بسبب تطبيقهم للتمييز الإيجابي. لكن الأثر الإيجابي للتمييز الإيجابي اختفى تماما في أواخر الثمانينيات، الأمر الذي عزته كورتولوس إلى التباطؤ في الترقية المهنية للنساء وللأقليات بسبب التحول السياسي عن التمييز الإيجابي الذي بدأه الرئيس ريغان. 
وعند حصول المتعهدين الفيدراليين فإن ذلك رفع حصة النساء البيض من المهن الاحترافية ب0.183 نقطة مئوية أو ب7.3%، والمتوسط خلال العقود الثلاثة، وقد رفع من حصة النساء السود ب 0.052 نقطة مئوية أو 3.9%. وعند حصول المتعهدين الفيدراليين فإن ذلك زاد أيضا من حصة النساء اللاتينييات من المهن التقنية بمعدل 0.058 أو 7.7% وحصة الرجال السود في المهن التقنية ب 0.109 نقطة مئوية أو 4.2%. ويمثل ذلك مساهمة كبيرة للتمييز الإيجابي في الاتجاهات العامة في النهوض المهني للمرأة وللأقليات على مدى العقود الثلاثة التي تمت دراستها. وفي دراسة أخرى قام بها كيم وكيم (2014) والتي تناولت تأثير أربعة عوامل رئيسية لدعم برامج التمييز الإيجابي للنساء: النوع الاجتماعي، العوامل السياسية، العوامل النفسية والبنية الاجتماعية، وجدوا أن «التمييز الإيجابي يصحح المعاملة الغير عادلة ويمنح النساء فرصا متساوية في المستقبل».

## السياسات العالمية
تنص الاتفاقية الدولية للقضاء على جميع أشكال التمييز العنصري (في المادة 2.2) على أن سياسات التمييز الإيجابي قد يكون متطلبا على الدول التي وقعت على الاتفاقية، من أجل تصحيح التمييز المنهجي. تنص على أي حال، أن مثل هذه البرامج لا يجب أن تضمّن بأي حال كنتيجة لرعاية للحقوق غير المتساوية أو المنفصلة لمجموعات عرقية مختلفة بعد تحقيق الأهداف المرتبطة بها. تنص لجنة حقوق الإنسان/الحيوان بالأمم المتحدة أن مبدأ المساواة يتطلب أحياناً أن تلتزم أحزاب الدول بالتمييز الإيجابي لكي تقلل أو تقضي على الحالات التي تتسبب أو تساعد في دوام التمييز الممنوع بالميثاق. مثلاً، في دولة ما عندما تكون الأوضاع العامة لجزء محدد من السكان يمنع أو يضعف استمتاعه بحقوق الإنسان، يفضل للدولة أن تتخذ إجراءً محدداً لتصحيح تلك الأوضاع. ذلك الإجراء قد يتضمن منح ذلك الجزء المعني من السكان معاملة تفضيلية مؤكدة في مسائل محددة مقارنةً ببقية السكان. لكن، مادام ذلك الإجراء مطلوباً بإصلاح التمييز، فهو في الحقيقة تفاضل شرعي حسب الميثاق.

## التمييز الإيجابي حسب البلد
في بعض الدول التي لديها قوانين للمساواة العرقية، فإن التمييز الإيجابي يعد غير قانونياً لأنه لا يتعامل مع جميع العرقيات على حد سواء، هذا الوصول من التعامل المتساوي يوصف أحياناً بأنه «أعمى اللون» أملاً بأن يكون فعالاً ضد التمييز بدون التسبب بالتمييز العكسي.
وفي مثل هذه الدول، يميل التركيز إلى ضمان تكافؤ الفرص، مثلاً: الحملات الإعلانية الموجهة لتشجيع المرشحين من الأقليات العرقية للانضمام إلى قوة الشرطة ويمكن وصف هذا بالإجراء الإيجابي.

### الصين
تطبق سياسة التمييز الإيجابي في التعليم للأقليات العرقية، وذلك من خلال تخفيض الحد الأدنى المطلوب في امتحان دخول الجامعة الوطني للأقليات العرقية (هذا الامتحان إلزامي لجميع الطلاب لدخول الجامعة). وتخصص بعض الجامعات حصصا للأقليات التي تنتمي إلى عرقيات غير عرقية الهان في قبولها للطلبة،  كما أن الطلبة المنتمين إلى الأقليات الملتحقين بالتخصصات المتعلقة بالأقليات العرقية (مثل تخصصات اللغة والأدب) يمنحون منح دراسية و\أو لا يدفعون رسوما دراسية ويتم منحهم راتبا شهريا. 

### الهند
يعد حجز المقاعد في الهند شكلا من أشكال التمييز الإيجابي الذي يهدف إلى تحسين حياة الفئات المتخلفة والغير ممثلة بشكل كاف والذين يتم التمييز ضدهم بشكل رئيسي بناء على طبقتهم الاجتماعية. 

### ماليزيا
تعد السياسة الاقتصادية الجديدة الماليزية شكلا من أشكال التمييز الإيجابي، ويمُنح التمييز الإيجابي للأغلبية لأن عرقية الملايو بشكل عام لديها دخل أقل من الصينيين الذين يسيطرون على الشركات والصناعات. تعد ماليزيا بلدا متعدد الأعراق، حيث يشكل المالاويون الأغلبية ما يقارب ال52% من عدد السكان، ويشكل الصينيون حوالي 23%، بينما يشكل الهنود نسبة 7% من عدد السكان. وخلال الاستعمار البريطاني الذي طال أكثر من 100 سنة، شهد المالاويون تمييزا في العمل لأن البريطانيون كانوا يفضلون جلب عدد كبير من العمال المهاجرين من الصين والهند. وفي عامي 1957 و1958 كان متوسط  دخل  المالاويين 134، والصينيون 288 أما الهنود فكان 228. ثم أصبح متوسط الدخل لهذه العرقيات في العامين 1967 و1968 هو 154، 329، 245 (بنفس الترتيب: المالاويين، الصينيون، الهنود)، ثم في عام 1970 أصبح المتوسط 170، 390، 300. وقد زادت نسبة التفاوت في متوسط دخل بين الصنيين والملايو من 2.1 في عامي 1957 و1958 إلى 2.3 في عام 1970، بينما ارتفعت نسبة التفاوت بين نسبة متوسط دخل الهنود والمالايو من 1.7 إلى 1.8 في نفس الفترة كذلك. ونظر المالاويون إلى الاستقلال على أنه استعادة لمكانتهم المناسبة في النظام الاجتماعي الاقتصادي في بلادهم، لكن كانت العرقيات الأخرى تعارض جهود الحكومة في تمكين المالاويين في السياسة والاقتصاد. 

### سريلانكا
تم إدخال سياسة توحيد الجامعات السريلانكية في عام 1971 كبرنامج للتمييز الإيجابي من أجل الطلبة القادمين من مناطق تنخفض فيها معدلات التعليم أكثر من غيرها بسبب النشاط التبشيري في الشمال والشرق اللتين كانتا في الأساس مناطق لعرقية التاميل. وقامت الحكومات المتعاقبة بزرع أسطورة تاريخية بعد ذهاب القوى الاستعمارية، وهي أن البريطانيون كانوا يحابون (بمعنى يعطون الأفضلية لهم) المسيحيين وأقلية التاميل طوال فترة سيطرتهم على سريلانكا خلال 200 سنة. لكن في الحقيقة إن السنهاليين كانوا يستفيدون من التجارة والزراعة على حساب الفئات الأخرى، وكانت تهيمن لغتهم وثقافتهم وديانتهم البوذية في البلاد، بل حتى أن لغتهم تضمنتها المناهج الدراسية بدلا من اللغة التاميلية التي لم تلقَ نفس المعاملة، وكان التاميليون يتعلمون اللغة الإنجليزية لأنه لم تكن توجد وسائط باللغة التاميلية إلى ما يقارب فترة الاستقلال. ولقد جاءت معرفة التاميلين باللغة الإنجليزية والتعليم عن طريق الحملات التبشيرية الأمريكية من قبل المسيحيين في الخارج، الأمر الذي أثار قلق البريطانيين في أن ذلك سوف يُغضب السنهاليين ويخرب علاقاتهم التجارية، لذلك أرسلوهم إلى مناطق التاميل ليعلموهم ظنا منهم بأنه لن تكون هناك أية عواقب بسبب أعدادهم القليلة. كان إرسال البريطانيين للمبشرين إلى الشمال والشرق بغرض حماية السنهاليين والذي في الحقيقة أظهر محاباة للأغلبية بدلا من الأقليات من أجل الحفاظ على العلاقات التجارية ومصالحهم. وقد استفادت عرقية التاميل من تعلم اللغة الإنجليزية وقد امتاز وازدهر التعليم الأساسي عندهم، وكانوا قادرين على شغر الكثير من الوظائف الحكومية لإثارة استياء السنهاليين، إن أسطورة فرّق تسد غير صحيحة. وكانت «سياسة التوحيد» نموذجا لسياسيات التمييز الإيجابي، حيث أن المعدلات المطلوبة من السنهاليين كانت أقل بكثير من التي تُطلب من الطلبة التاميليين الذين كان عليهم تحصيل عشر درجات إضافية للالتحاق بالجامعات. إن لم تكن تطبق هذه السياسة فإنها كانت ستحول دون نشوب حروب أهلية لأن السياسات لم يكن لها أساس، بل إنها في الحقيقة كانت مثالا للتمييز ضد عرقية التاميل .

### تايوان
إن تشريع عام 2004 يتطلب من الشركات التي لديها 100 موظف أو أكثر والتي ترغب في التنافس للحصول على عقود حكومية أن يكون  لديها على الأقل 1% من موظفيها من السكان الأصليين التايوانيين  وفي عام 2002 أعلنت وزارة التعليم ومجلس شؤون السكان الأصليين أنه سوف يتم رفع درجات الطلبة التايوانيين الأصلين (درجات الثانوية العامة وامتحانات القبول الجامعية) بنسبة 33% عندما يبدي الطلبة معرفتهم بلغتهم وثقافتهم القبلية.
كما أن معدل الزيادة هذا قد تم رفعه عدة مرات والزيادة الأخيرة كانت في عام 2013 والتي وصلت إلى نسبة 35%.

### البرازيل
أنشأت بعض الجامعات البرازيلية (تابعة للولاية أو فيدرالية) أنظمة لتفضيل قبول (تحصيص) بعض الأقليات العرقية (السود والبرازيليين الأصليين) والفقراء وذوي الإعاقات. هناك أيضاً حصص تصل إلى 20٪ من الأماكن الشاغرة محفوظة للمعاقين في الخدمات العامة المدنية. استأنف اتهام الحزب الديموقراطي مجلس مدراء جامعة برازيليا بالنازية لدى المحكمة العليا الفيدرالية حول دستورية الحصص التي تحفظ للأقليات في الجامعة. رفضت المحكمة العليا إبطال الحصص ووافقت بالإجماع على شرعيتها في 26 أبريل، 2012.

### كندا
يسمح قسم المساواة في الدستور الكندي للحقوق والحريات بوضوح تشريع نوع التمييز الإيجابي، مع أن الدستور لا يتطلب تشريعاً يعطي معاملة تفضيلية. ينص القسم الفرعي 2 من القسم 15 بأن بنود المساواة «لاتمنع أي قانون أو برنامج أو نشاط لديه هدف تحسين حالات الأفراد أو المجموعات المتضررة بما فيها أولئك المتضررين بسبب العرق أو الجنسية أو الأصل العرقي أو اللون أو الدين أو الجنس أو العمر أو الإعاقة العقلية أو الجسمية». يتطلب إجراء المساواة الكندي للتوظيف من أرباب العمل في الصناعات المنظمة فيدرالياً بإعطاء معاملة تفضيلية لأربع مجموعات معينة: النساء والأشخاص ذوي الإعاقات والسكان الأصليين والأقليات الواضحة. في معظم الجامعات الكندية يكون للسكان الأصليين عادةً متطلبات دخول أقل ومؤهلين للقبول في منح دراسية حصرية. يوجد لدى بعض المقاطعات والمناطق سياسات مختصة بالتمييز الإيجابي. فمثلاً في المناطق الشمالية الغربية في الشمال الكندي يعطى السكان الأصليون أفضلية في الوظائف والتعليم ويسمى وضعهم P1. السكان غير الأصلين الذين ولدوا في المناطق الشمالية الغربية أو أقاموا نصف حياتهم فيها يسمى وضعهم P2 ويشابه وضعهم النساء والأشخاص المعاقين. انظر أيضاً، عدالة التوظيف في كندا.

### الولايات المتحدة
أنشئ التمييز الإيجابي من الأمر التنفيذي 10925 الذي وقعه الرئيس جون ف. كينيدي في السادس من مارس 1961 ويطلب من أرباب العمل التابعين للحكومة بعدم التمييز ضد أي موظف أو متقدم للوظيفة بسبب العرق أو العقيدة أو اللون أو الأصل الوطني، لكن لاحقا توسع المفهوم ليشمل التمييز بين الجنسين. ويتخذ التمييز الإيجابي للتأكد من أن المتقدمين يتم توظيفهم وأن الموظفين يتم معاملتهم خلال التوظيف بدون أي اعتبار للعرق والعقيدة واللون والأصل الوطني. في 24 سبتمبر 1965 قام الرئيس ليندون ب. جونسون بتوقيع الأمر التنفيذي 11246 الذي يقضي باستبدال الأمر التنفيذي 10925 وتأكيد التزام الحكومة الفيدرالية بتشجيع الإدراك الكامل بفرص التوظيف المتساوية خلال برنامج إيجابي مستمر في كل دائرة أو وكالة تنفيذية. من الملاحظ أن التمييز الإيجابي لم يمدد ليشمل النساء حتى الأمر التنفيذي 11375 الذي عدل الأمر التنفيذي 11246 في 13 أكتوبر 1967 لتوسيع التعريف لتضمين «الجنس». حالياً، يعبر عن التمييز الإيجابي بالأمر التنفيذي 11246 مع الأخذ بعين الاعتبار عوامل العرق واللون والدين والجنس والأصل الوطني. في الولايات المتحدة، كان المقصد الأساسي من التمييز الإيجابي هو الضغط على المؤسسات للالتزام بأمر عدم التمييز في قانون الحقوق المدنية في عام 1964. قوانين الحقوق المدنية لا تغطي المحاربين القدامى والأشخاص ذوي الإعاقة والأشخاص فوق 40 سنة. هذه المجموعات محمية من التمييز تحت قوانين أخرى. كان قانون التمييز الإيجابي معرضاً لكثير من القضايا في المحاكم،  تم التشكيك في شرعيته الدستورية. في 2003، كان قرار المحكمة العليا (قروتر ضد 539 يو إس 244 - المحكمة العليا 2003) بخصوص التمييز الإيجابي في التعليم العالي ليسمح للمؤسسات التعليمية بأخذ الاعتبار للعرق كعامل، كعامل زائد صغير، عند قبول الطلبة، لكن يحكم بأن أنظمة النقاط الصارمة غير دستورية. كبديل لذلك، بعض الكليات تستخدم المعايير المالية لجذب المجموعات العرقية التي لم تُمَثَّل كما هو متوقع والتي لديها أوضاع معيشية أدنى. تجاوزت بعض الولايات مثل كاليفورنيا (مبادرة كالفورنيا للحقوق المدنية) وميتشيغان (مبادرة ميتشيغان للحقوق المدنية) وواشنطن (مبادرة 200) التعديلات الدستورية لمنع التمييز الإيجابي ضمن ولاياتهم الخاصة. زعم الناشطون المحافظون أن الكليات تستخدم بصمت حصص غير شرعية وأطلقوا عدداً من الدعاوى القضائية لإيقافها.

### مصر
في مصر، يستخدم تعبير المساواة الرافعة، وخلقت سياسة «كوتة المرأة» واقتراحات «كوتة الأقباط»، حيث تم تطبيقه علي الأقباط، وخصصت لهم وزارات غير رئيسية مثل المواصلات والعلاقات الدولية والبيئة.
كما يطبق التمييز الإيجابي للمعاقين بنسبة 5% على مستوى جميع قطاعات مصر ووجوب تعيين عدد من المسلمين في الشركات التي يملكها مسيحيون.

### إسرائيل
خلال أوائل إلى منتصف 2000 تم إدخال سياسة التمييز الإيجابي على أساس طبقي في عمليات القبول في أكثر الجامعات انتقائية للطلاب في الكيان الإسرائيلي. وخلال تقييم أهلية المتقدمين فإنه لا يؤخذ في الاعتبار حالتهم المادية ولا أصولهم القومية أو الإثنية. ولكن التركيز يكون على الحرمان في البنى الأساسية، خاصة الحالة الاقتصادية والاجتماعية لمنطقتهم ومعايير مدرستهم الثانوية، كما أن المصاعب التي مر بها الأفراد لها وزن أيضا في القرار. لذا فإن هذه السياسة جعلت المؤسسات الأربعة –خاصة في الأقسام التي يتم اختيارها كثيرا- أكثر تنوعا مما كانت عليه. إن زيادة التنوع الجغرافي والاقتصادي والديموغرافي للطلبة يدل على أن تركيز الخطة على هيكل محددات الحرمان ينتج عنه فوائد واسعة.
ويتم تطبيق التمييز الإيجابي على المواطنين الإسرائيلييين الذين هم من الفئات التالية: النساء، العرب، السود أو ذوي الاحتياجات الخاصة في التوظيف في الخدمات العامة. كما أن المواطنين الإسرائيليين العرب، السود أو ذوي الاحتياجات الخاصة يمكن أن تمنحهم الدولة منحا دراسية كاملة للمرحلة الجامعية.
في محاولة لغلق الفجوة بين القطاعات التعليمية بين العرب واليهود، أعلن وزير التعليم الإسرائيلي سياسة للتمييز الإيجابي، واعداً العرب سيضمنون 25٪ من ميزانية التعليم والتي تعتبر أكثر من نسبتهم في عدد السكان (18٪). وأضاف أيضاً بأن الوزارة سوف تدعم إنشاء كلية أكاديمية عربية.
وفي دراسة قامت بها ازرائيلي حول السياسات الجنسانية في إسرائيل أظهرت مفارقات في التمييز الإيجابي بالنسبة للنساء اللواتي يتقلدن مناصب إدارية، حيث أن التشريعات التي تشرع انضمامهن إلى المجالس الإدارية تسببت باستبعاد النساء المهمات بقضايا المرأة بسبب تشريعات أجندات مجلس الإدراة. «إن الثقافة الجديدة» لنادي الرجال«مغوية لأنها انتشلت النساء من تحت الضغط لتصبح» رجلا«، ولأجل أن تثبت المرأة كفائتها كمديرة فهذا يعني أنهن لن يكن مختلفات كثيرا عن الرجال. وفي المفاوضات التي تتم من من أجل اعتبارهن أقران أكفاء، فإنه يتم التأكيد على إشارات جنوسية بأن المرأة» دجالة«لا يحق لها تلقد منصب تطالب فيه». وعندما يتم استيفاء التمييز الإيجابي للمرأة، ثم يشارك التمييز الإيجابي العنصر، فإن «مجموعة المطالبة بالمساواة» على حد قول ازرائيلي تجعل من السهل على المجموعات الأخرى المطالبة بتوزيع أكثر عدالة للموارد. وهذا يشير إلى أن التمييز الإيجابي يمكن أن تكون له تطبيقات على فئات مختلفة في إسرائيل.

### ألمانيا
تمنح المادة 3 من القانون الألماني الأساسي حقوقا متساوية لجميع الناس بغض النظر عن الجنس، العرق أو الخلفية الاجتماعية. لكن تنص بعض البرامج على أنه في حال تساوي الرجال والنساء في المؤهلات فإن الأفضلية تكون للمرأة في الوظيفة، كما أنه يجب تفضيل ذوي الاحتياجات الخاصة على الأشخاص الصحيحين. وهذا هو الحال في جميع مناصب الدولة والجامعات اعتبارا من عام 2007. وعادة ما يتم استخدام عبارة«نحن نحاول زيادة التنوع في هذا المجال من العمل». وفي السنوات الأخيرة أُثيرت نقاشات طويلة حول إصدار برامج تمنح النساء امتياز الوصول إلى الوظائف من أجل مكافحة التمييز، وأثار حزب اليسار الألماني نقاشا حول التمييز الإيجابي في النظام المدرسي الألماني. ووفقا لستيفان زيليتش فإن الحصص يجب أن تكون «احتمالا» لمساعدة أبناء الطبقة العاملة الذين لم يستطيعوا تقديم أداء جيد في المدرسة بأن يلتحقوا ب«الجمنازيوم» (أي المدرسة التحضيرية للجامعة)  وقد اعترض مديرو مدراس الجمنازيوم على ذلك بالقول بأن هذا النوع من السياسات سيتسبب «بالضرر» على الأطفال الفقراء .

### النرويج
في جميع شركات المساهمة العامة (يرمز إليها ب: ايه اس ايه) يجب تمثيل كلا الجنسين على الأقل بنسبة 40% ، وهذا يؤثر على ما يقارب ال400 شركة من أصل أكثر من 300,000 شركة .
وفي دراسة قام بها سيرستاد وأوبسال حول آثار التمييز الإيجابي على وجود وبروز وشبكات العلاقات الاجتماعية للمديرات في النرويج، وجدوا أنه يوجد عدد قليل من المجالس التي تترأسها امرأة، ومنذ بداية تطبيق سياسة التمييز الإيجابي وحتى أغسطس عام 2009 فإن نسبة المجالس التي تترأسها امرأة قد ازدادت من 3.4% إلى 4.3%. وهذا يشير إلى أن هذا القانون له تأثير هامشي على جنس المقعد وتبقى المجالس مفصولة داخليا. على الرغم من أنه في بداية فترة الرصد والملاحظة فإنه فقط 7 من أصل 91 مدراء بارزين كانوا نساء. إن توازن الجنس بين المدراء التنفيذيين تغير بشكل ملحوظ خلال تلك الفترة، وفي نهاية الفترة فقد وُجد 107 امرأة و117 رجلا ضمن المدراء البارزين. والأمر المثير للاهتمام أنه عند وضع تعريفات مقيدة للبروز أو الأهمية فإن نسبة النساء ضمن المدراء تزداد بشكل عام. وعند النظر في نسبة الذين كانوا في مجالس الإدارة للمدة ثلاث سنوات على الأقل، فإن النساء يشكلن فيها نسبة 61.3%، وعند النظر في المدراء الذين كانوا في مجالس الإدارة لسبع مرات أو أكثر، فإن جميعهم من النساء، ولذلك فإن التمييز الإيجابي قد زاد من نسبة الإناث في المناصب الإدراية العليا .

### المملكة المتحدة
يعد أي تمييز أو محاصصة أو محاباة جنس، عرق، وإثنية وغيرها من «الخصائص المحمية»  بشكل عام غير قانوني لأي سبب من الأسباب، في التعليم، التوظيف، المعاملات التجارية، في نادي خاص أو جمعية وأثناء استخدام الخدمات العامة .
وأرسى قانون المساواة 2010مبادئ المساواة وطرق تنفيذها في المملكة المتحدة ، لكن توجد إعفاءات محددة والتي تشمل: 
- جزء من عملية السلام في إيرلندا الشمالية، اتفاقية الجمعة العظيمة، وتقرير باتن الذي يُلزم جهاز الشرطة في إيرلندا الشمالية بتجنيد 50% من الجهاز من الطائفة الكاثوليكية و50% من البروتستانت والمجموعات الأخرى، وذلك من أجل الحد من أي تحيز محتمل لصالح البروتستانت، وأطلق عليه لاحقا قياس50:50.[53]
- قانون تمييز الجنس (لمرشحي الانتخابات) 2002 يسمح باستخدام لائحة كلها نساء لاختيار نساء أكثر كمرشحات في الانتخابات .[54]

### رومانيا
يخصص الرومانيون حصصا للالتحاق بالمدارس العامة والجامعات الحكومية ، ولكن هناك أدلة على أن بعض المنتمين إلى العرقية الرومانية استغلوا النظام بحيث يمكّنهم من الالتحاق بالجامعات، الأمر الذي أثار انتقادات من ممثلي الروما .

### روسيا
كان نظام الحصص موجودا في الاتحاد السوفييتي لفئات اجتماعية تشمل الأقليات العرقية  والنساء وعمال المصانع (كتعويض ل«تخلفهم الثقافي»). وكانت توجد حصص للحصول على التعليم الجامعي، وفي مكاتب النظام السوفييتي والحزب الشيوعي. على سبيل المثال: منصب الأمين الأول للجمهورية السوفياتية (أو الجمهورية ذاتية الحكم) في لجنة الحزب كان يشغله دائما ممثل عن «عرقية فخرية».

### سلوفاكيا
أعلنت المحكمة الدستورية في عام 2005 أن التمييز الإيجابي أي «إعطاء المزايا لمن ينتمون إلى أقلية اثنية أو عرقية» مخالف للدستور .

### فرنسا
إن الدستور الفرنسي 1958 لا يسمح بالتمييز بناء على العرق، الدين أو الجنس ، لكن ظهرت عبارة «التمييز الإيجابي» في القاموس السياسي الفرنسي عند أول استخدامٍ لها في الإعلام سنة 1987؛ لكنها شاعت في بداية القرن الحالي: في إطار الحديث عن الاقتراح القاضي بجعل السيَر الذاتية للمرشّحين للوظائف مغفلة، وعن الاتفاقية المبرمة بين معهد الدراسات السياسية وعددٍ من المدارس الثانوية المصنّفة ضمن «مناطق الأولوية التربوية»، والتي تُمنح مزيدا من الأموال أكثر من غيرها، ويستفيد الطلبة الملتحقون بهذه المدارس من سياسات خاصة في مؤسسات معينة (مثل معهد باريس للدراسات السياسية).
وفي عام 1990، حاولت وزارة الدفاع الفرنسية جعل ترقية الرتبة والحصول على رخصة قيادة أسهل للجنود الفرنسيين الذين تعود أصولهم إلى منطقة شمال أفريقيا، ولكن تم إلغاء الترقيات والرخص بعد أن قدم ملازم فرنسي شكوى قوية اللهجة  في صحيفة وزارة الدفاع. وكان نيكولا ساركوزي أوّل سياسيّ طالب بها لمدةٍ من الزمن، حيث أنه بعد انتخابه حاول منح تفضيل للطلبة الفرنسيين العرب، لكنه لم يستطع الحصول على دعم سياسي كاف لتغيير الدستور الفرنسي. أثارت سياسة ومصطلح «التمييز الإيجابي» في وسائل الإعلام نقاشاً تجدّد بفعل أعمال الشغب في الضواحي الفرنسية سنة 2005.لكن تقوم المدارس الفرنسية العريقة بتطيق التمييز الإيجابي بحيث يكونوا ملزمين بقبول عدد معين من الطلاب المنتمين إلى عائلات معدمة.
وبعد الاحتذاء بالنموذج النرويجي فإنه بعد 27 يناير 2014 يجب أن تمثل النساء على الأقل 20% من أعضاء مجالس الإدارة في جميع البورصات المدرجة أو الشركات المملوكة للدولة. وبعد 27 يناير 2017 فإن النسبة سوف ترتفع إلى 40%، وسوف يتم إلغاء تعينات المدراء الذكور في حال لم يتم استفياء الحصص، وقد يتم فرض غرامات مالية على مدراء آخرين.

### فنلندا
في بعض التخصصات الجامعية -بما في ذلك التخصصات القانونية والطبية- لديها حصص للأشخاص الذين يتحدثون اللغة السويدية بمستوى معين، بل إنه سوف يتم الترتيب للطلبة الذين يُقبلون في هذه الحصص لأن يدرسوا بشكل جزئي باللغة السويدية إن الغرض من الحصص هو ضمان وجود عدد كاف من المهنيين المتعلمين الذين لديهم معرفة باللغة السويدية لتلبية احتياجات البلاد ولقد قوبل نظام الحصص بالانتقاد من قبل الأغلبية الناطقة باللغة الفنلندية حيث اعتبر البعض أنه نظام غير منصف. وإلى جانب هذه الحصص اللغوية قد تحصل النساء على الأفضلية في التوظيف في وظائف معينة في القطاع العام في حال وجود خلل في التوازن بين عدد الجنسين في المجال.

### الأبارتيد-الفصل العنصري
فضلت حكومة التفرقة العنصرية كسياسة للدولة الشركات المملوكة من البيض وكنتيجة لذلك فإن أغلب أرباب العمل في جنوب أفريقيا كانوا أشخاصاً بيض. حققت السياسات السابقة النتائج المرغوبة، ولكن خلال العملية قاموا بتنحية واستبعاد واستثناء الأشخاص السود. كانت الأعمال المتقنة محفوظة للأشخاص البيض أيضاً، وكان السود يتم تشغيلهم في الأعمال التي لاتتطلب إتقاناً بفرض من تشريع يتضمن قانون العمل والمناجم وقانون حفظ العمل وقانون عمال المنشآت الوطنية وقانون التدريب المهني وقانون تعليم البانتو  وكل هذا التي أنشأت ووسعت «قضيب الألوان» في العمل في جنوب أفريقيا. مثلاً، في بدايات القرن العشرين كان ملاك المناجم في جنوب أفريقيا يفضلون العمال السود لأنهم أرخص. بعد ذلك أقنع البيض بنجاح الحكومة لتسن قوانين تمنع بشدة السود من الفرص الوظيفية.
منذ الستينيات أُضْعِفت قوانين حكومة التفرقة العنصرية. بالتالي، منذ 1975 حتى 1990 ارتفعت الأجور الحقيقية لعمال التصنيع السود إلى 50٪ وذلك أكثر من البيض بنسبة 1٪.
إن الهيكل الاقتصادي والسياسي للمجتمع خلال الفصل العنصري أدى في نهاية المطاف إلى تفاوت كبير في فرص العمل، المهن، والدخل في أسواق العمالة الأمر الذي منح مزايا لبعض الفئات في المجتمع. وذلك أصبح لاحقا -في الوقت المناسب- الدافع لتشريع التمييز الإيجابي في جنوب أفريقيا بعد نهاية الفصل العنصري .

### مابعدالأبارتيد
بعد التحول إلى الديموقراطية في 1994، اختارت حكومة حزب المؤتمر الوطنية الأفريقية تنفيذ تشريع التمييز الإيجابي لتصحيح الاختلال السابق (سياسة تعرف بالتوظيف المنصف) على هذا، أجبر جميع أرباب العمل بالقانون على توظيف المجموعات المحرومة من الحقوق سابقاً (السود، الهنود، أو الملونين) مفهوم مختلف متعلق بذلك هو التمكين الاقتصادي الأسود.
يهدف قانون التوظيف المنصف وقانون التمكين الاقتصادي الأسود المجلسي إلى تشجيع وتحقيق المساواة في مكان العمل بتقديم الأشخاص من مجموعات معينة. هذه المجموعات المعينة التي يتم تقديمها تتضمن الأشخاص بحسب اللون والنساء (من ضمنهن النساء البيض) والأشخاص المعاقين (من ضمنهم البيض). يتطلب تشريع التوظيف المنصف من الشركات التي توظف أكثر من 50 شخصاً لتصميم وتنفيذ خطط لتطوير التمثيل في إحصائية الأيدي العاملة، وإخبار دائرة العمل بها.
التوظيف المنصف يشكل أيضا جزء من التمكين الاقتصادي للسود في الشركة: في نظام تسجيل معقد نسبيا، مما يسمح لبعض المرونة في تصرفات الشركة التي تقابل بها متطلباتها القانونية، كل شركة تلزم بمقابلة الحد الأدنى من المتطلبات من حيث التمثيل من قبل الجماعات المحرومة سابقا. المسائل المشمولة تتضمن الإنصاف في الأسهم الملكية، التمثيل في المستوى العملي والإداري (حتى مستوى مدير مجلس)، الشراء من الشركات المملوكة للأسود وبرامج الاستثمار الاجتماعي، وغيرها.
سياسات الإنصاف العملي، وخاصة التمكين الاقتصادي الأسود، قد تعرضت للنقد من قبل أولئك الذين يعرضونها كتمييز ضد البيض، وأولئك الذين يعرضونها كغير فعالة.
هذه القوانين تسبب تكاليف عالية وغير متناسبة للشركات الصغيرة وتقلل من النمو الاقتصادي والتوظيف. القوانين قد تعطي الطبقة الوسطى من السود بعض المميزات ولكن تجعل السود الأسوء معيشيا أكثر فقرا. علاوة على ذلك فقد قضت المحكمة العليا بأنه يجوز من حيث المبدأ تفضيل السود، شريطة أن لا يؤدي ذلك إلى تفرقة غير عادلة ضد فئات أخرى. ومع ذلك فإنه من المستحيل أن يفضل شخص من غير التمييز ضد الآخرين.

#### الغرض من التمييز الإيجابي
لقد تم إدخال التمييز الإيجابي في جنوب أفريقيا من خلال قانون المساواة في العمل 55 في عام 1998 بعد انتهاء الفصل العنصري بأربعة سنوات، قد تم تقديم القانون من أجل تعزيز الحق الدستوري في المساواة وتطبيق ديمقراطية حقيقية. كانت هذه الفكرة للقضاء على التمييز الغير عادل في التوظيف لضمان تطبيق العدالة في التوظيف لمعالجة آثار التمييز وذلك لتحقيق قوة عمل متنوعة واسعة التمثيل لشعبنا لتعزيز التنمية الاقتصادية والكفاءة في القوى العاملة ولتنفيذ التزامات الجمهورية كعضو في منظمة العمل الدولية 
وقد تبنّى العديد القانون لكن البعض قال بأن القانون يناقض نفسه، إن القانون يلغي التمييز في قطاعات معينة في سوق العمل الوطني عن طريق فرض قيود ممثالة في قطاعات أخرى. 
ومع إدخال التمييز الإيجابي وتقوية اقتصاد السود الذي انتشر في جنوب أفريقيا، لم تكن سياسة تقوية اقتصاد السود مبادرة أخلاقية لتصحيح الأخطاء السابقة لكنها كانت مباردة لتعزيز التطور واستراتيجيات تهدف إلى تحقيق الإمكانات الكاملة للبلد. كانت الفكرة استهداف الحلقة الأضعف في الاقتصاد والتي هي عدم المساواة والتي سوف تساهم في تطوير الاقتصاد. وهذا واضح في البيان الصادر عن وزارة التجارة والصناعة: «هذه الاستراتيجية تؤكد أن عملية تقوية اقتصاد السود مرتبطة بالتنمية والتطوير وتطوير المشاريع وليست مجرد إعادة توزيع الثروة». إن أوجه التشابه بين تقوية اقتصاد السود والتمييز الإيجابي واضحة، لكن هناك اختلافات بينهما حيث أن تقوية اقتصاد السود يركز أكثر على المساواة في العمل بدلا من إبعاد الثروة عن العمال البيض المهرة .
إن الهدف الرئيسي للتمييز الإيجابي هو تحقيق إمكانات الدولة كاملة، وهذا من شأنه أن يُحدث قوة عمل متنوعة في القطاعات الاقتصادية والاجتماعية، مما يعني توسيع القاعدة الاقتصادية وبالتالي تنشيط النمو الاقتصادي. 

#### النتائج
عند تطبيق التمييز الإيجابي داخل الدولة فإن نتائج مختلفة تنتج عنها، بعضها إيجابي والآخر سلبي، هذا يتوقف على النهج الذي يُسلك وعلى طريقة النظر إلى قانون المساواة في العمل والتمييز الإيجابي.
الإيجابية: في الفترة التي سبقت الديمقراطية كانت حكومات الفصل العنصر تميز ضد الأعراق التي ليست بيضاء، لذا فإنه مع إدخال التمييز الإيجابي فهذا يعني أن الدولة بدأت بتصحيح التمييز الذي حدث في الماضي. ويركز التمييز الإيجابي أيضا على القضاء على هيكل العنصرية وعدم المساواة العرقية على أمل تحقيق أعلى قدر من التنوع في جميع طبقات المجتمع وقطاعاته،  وتحقيق هذا من شأنه أن يرفع مكانة الطبقة الدنيا واستعادة الوصول المتساوي إلى المزايا التي يقدمها المجتمع. 
السلبية: بالرغم من أن التمييز الإيجابي له إيجابيته إلا أن له سلبيات أيضا، فلقد تم تطبيق نظام الحصص الذي يهدف إلى تحقيق التنوع في قوة العمل، وهذا يؤثر على مستويات التوظيف ومستوى المهارة في قوة العمل مما يؤثر في النهاية على السوق الحر،  لقد ترتب على  التمييز الإيجابي التهميش للفئات الملونة والأعراق الهندية في جنوب أفريقيا وكذلك تنمية ومساعدة الطبقات المتوسطة والنخب وترك الطبقة الدنيا، مما أدى إلى خلق فجوة أكبر بين الطبقة الدنيا والمتوسطة التي أدت إلى صراعات طبقية وتفرقة أكبر.  ومع نمو الطبقة المتوسطة والعليا فإن الاستحقاق والاستحقاق العرقي بدءا بالارتفاع. ويعتقد كثيرون أن التمييز الإيجابي هو التمييز العكسي، ومع نشوب كل هذه السلبيات فإن الكثير من الموهوبين بدؤوا بمغادرة البلد  إن العديد من الآثار السلبية للتمييز-خاصة نظام الحصص -أبعدت العمالة الماهرة بعيدا مما جعل النمو الاقتصادي سيئا، لأن القليل فقط من الشركات الأجنبية ترغب في الاستثمار في جنوب أفريقيا.
إن هذه النتائج السلبية والإيجابية للتمييز الإيجابي تدل على أن مفهوم التمييز الإيجابي لا يزال في تطور وتغير مستمر. 

### نيوزيلندا
غالبا ما يُمنح الأشخاص ذوي الأصول الماورية وغيرها من الأصول البولينيزية فرصا أفضل للالتحاق بالجامعات ومنح دراسية خُصصت لهم.  ويتضمن البند 73 من قانون حقوق الإنسان  والبند 19 (2) من قانون الحقوق النيوزيلندي 1990 التمييز الإيجابي 

## أطروحات أخرى
استبيان لجامعة كوينبياك عام 2009 كشف أن 65% من المصوتين الأمريكيين عارضوا تطبيق التمييز الإيجابي لصالح المثليين جنسياً، مقابل 27% كانوا من المؤيدين. بينما كان التصويت لصالح السود بنسبة 54% مقابل 38%.

## استطلاعات
وفقاً لاستفتاء أجرته صحيفة يو إس إيه تودي عام 2005 فإن أغلبية الشعب الأمريكي يؤيد تطبيق التمييز الإيجابي فيما يخص المرأة، ولكنه يظهر انقسام عندما يتعلق الامر بالأقليات. الرجال هم قليلا أكثر عرضة لتشجيع التمييز الإيجابي للنساء، مع العلم أن الإكثرية منهما يشجعون ذلك. لكن قليل من أكثرية الإمريكان يؤمنون حقا أن التمييز الإيجابي يذهب إلى ما يفوق الوصول، ويدخل في المعاملة التفضيلية. وفي استفتاء جامعة كوينيبياك المذكور آنفاً اتضح أن 55% من الأمريكان يرون أن تطبيق التمييز الإيجابي يجب أن يتوقف، إلا أن 55% يدعمون تطبيقه لصالح المعاقين.
وفي استطلاع ليجر المأخوذ في 2010 وجد أن 59٪ من الكنديين يعارضون أخذ الجنس أو العرق أو الاثنية بعين الاعتبار في الوظائف الحكومية. وفي استطلاع قام به معهد جالوب عام 2005 أظهر أن 72% من الأمريكيين السود و44% من الأمريكيين البيض يدعمون التمييز الإيجابي العرقي (بينما عارضه 21% من السود و49% من البيض) وتأييده ومعارضته للاتينيين يقع بين السود والبيض. إن تأييد التمييز الإيجابي بين السود –على عكس البيض- تقريبا ليس له علاقة بالانتماء السياسي.

## النقد

### التأييد
المبدأ الأساسي خلف التمييز الإيجابي هو نشر المساواة الأجتماعية من خلال المعاملة التفضيلية للمحرومين اقتصاديا واجتماعيا غالبا، هؤلاء الأشخاص يكونون محرومين لأسباب تاريخية مثل العبودية والأضطهاد.
تاريخياً وعالمياً، دعم التمييز الإيجابي مرغوب فيه لإنجاز عدد من الأهداف: تجسير عدم التكافؤ في التوظيف، وزيادة انتشار التعليم، إثراء قيادات الدولة بطيف واسع من المجتمع، تصحيح أخطاء الماضي وخصوصاً تصحيح تلك المتعلقة بعهد الرق وقوانين الرق.

### المعارضة
المعارضون للتمييز الإيجابي مثل جورج شير يعتقدون بأن التمييز الإيجابي يقلل من قيمة إنجازات الأفراد باختيار الفرد بناء على المجموعة التي ينتمي لها بدلاً من اختياره بناء على مؤهلاته. المعارضون أيضاً زعموا أن التمييز الإيجابي يقلل من قيمة انجازات كل أولئك الذين ينتمون إلى مجموعات مُستهدفة بالمساعدة، بما يعني الوصول إلى نتائج عكسية للتمييز الإيجابي. المعارضون،  والذين يقولون أحياناً أن التمييز الإيجابي هو «تمييز معكوس»، يدعون أبعد من ذلك حيث يقولون أن للتمييز الإيجابي تأثيرات جانبية غير مرغوبة بالإضافة إلى فشله في تحقيق أهدافه. ويقولون أيضاً بأنه يعيق تسوية الخلافات، ويضع أخطاء جديدة محل الأخطاء القديمة، ويشكك بإنجازات الأقليات وكذلك يشجع الأفراد على إبراز أنفسهم كأفراد محرومين حتى لو لم يكونوا كذلك. قد يزيد كذلك التوترات العرقية ويفيد ذوي الامتيازات الأكثر داخل الأقليات على حساب أولئك الأقل حظاً في داخل الغالبية (مثل البيض من الطبقات الأقل).
ويزعم معارضوه أن حالات مثل قضية فيشر ضد جامعة تكساس هي حالات قليلة ضمن الكثير من الأمثلة التي تظهر كيفية حصول التمييز العكسي. وفي عام 2008 رفعت أبيجيل فيشر (من ولاية تكساس) دعوى قضائية ضد جامعة تكساس في أوستن مدعية أنه تم رفضها للالتحاق بالجامعة لأنها «بيضاء». ويتم قبول من الطلبة الأكثر تفوقا من المتقدمين للجامعة، أما بقية الطلبة فهم يتنافسون بشكل كبير ولا يُقبلون مثلما حصل مع أبيجيل فيشر. وفي حالات كهذه فإن العرق يصبح عاملا مهما في تقرير من الذي سيتم قبوله في الجامعة، وتقول فيشر أن التمييز وقبول الطلبة بناء على عرقهم هو انتهاك لبند الحماية المتساوية في التعديل الرابع عشر، الذي يضمن المساواة في التمتع بحماية القانون ومزايا المواطنة كمواطن من الولايات المتحدة. إن دستورية التمييز الإيجابي في القبول بالجامعات قد عادت الآن قبل المحكمة العليا في قضية فيشر ضد جامعة تكساس (2016).
الاقتصادي الأمريكي والمُعلق السياسي والاجتماعي، د. توماس سويل، أبرز بعض النتائج السلبية للتمييز الإيجابي القائم على العرق في كتابه «التمييز الإيجابي حول العالم: دراسة تجريبية». يرى سويل أن سياسات التمييز الإيجابي تشجع أفراد الجماعات غير المفضلة على اعتبار أنفسهم جزء من الجماعات المفضلة (التي يستهدفها التمييز الإيجابي) من أجل استغلال الميزات الممنوحة لها. ويرى أيضا أن التمييز الإيجابي يميل بشكل رئيسي إلى مساعدة أولئك الأفضل حالا في المجموعات المستهدفة (مثل الطبقات المتوسطة والراقية من السود)، غالبا على حساب الأسوأ حالا في المجموعات غير المفضلة (الفقراء البيض أو الآسيويين)، ويرى أيضا أن التمييز الإيجابي يقلل من تحفيز أفراد المجموعات المفضلة وغير المفضلة على القيام بأفضل أداء ممكن، فالعمل الجاد في حالة المجموعة المفضلة غير ضروري، وفي المجموعة غير المفضلة هو عديم الجدوى، وبالتالي فالتمييز الإيجابي بحسب سويل يؤدي إلى خسائر صافية للمجتمع ككل، كما أنه يزيد العداوة تجاه المجموعات المفضلة.

### عدم التناسب
عدم التناسب (بالإنجليزية: Mismatching) هو اللفظ الذي يتم إطلاقه على التأثير السلبي للتمييز الإيجابي الذي يؤدي لوضع طالب ما في كلية جامعية مستواها يعتبر عالي جداً وشديد الصعوبة بالنسبة له. على سبيل المثال وبناءً على النظرية في غياب الموقف الإيجابي الطالب سيقبل في جامعة تتوافق مع قدراته التعليمية ليحظى بفرصة جيدة للتخرج. بالرغم من ذلك، وطبقاً لنظرية عدم التناسب، التمييز الإيجابي يقوم بالفعل وفي كثير من الأحيان بوضع الطالب في كلية جامعية مستواها صعب بالنسبة له، وهذا يزيد من فرص فشل الطالب أثناء دراسته فيها. وبالتالي، وطبقاً للنظرية، التمييز الإيجابي يسبب ضرر للأشخاص المفترض بأنهم يستفيدون منه، ويحكم أنه يزيد من نسبة فشلهم وإيقافهم عن الدراسة.
البرهان المؤيد لنظرية عدم التناسب قدمه جايل هيريوت، وهو برفسور في القانون بجامعة سان دييقو وعضو في اللجنة الأمريكية للحقوق المدنية، وذلك في مقال بتاريخ 24 أغسطس 2007 منشور في الوول ستريت جورنال. المقال المذكور في دراسة أجريت في عام 2004 بواسطة أحد دكاترة جامعة كالفورنيا، ريتشارد ساندر، والتي تم الإشارة إليها في نشرة المراجعة القانونية بجامعة ستانفورد. الدراسة خلصت إلى تواجد 7.9% من المحامين ذوي البشرة السمراء بشكل أقل من العدد الذي سيكون موجوداً في حالة عدم وجود التمييز الإيجابي. الدراسة كانت بعنوان، «دراسة تحليلية للتمييز الإيجابي في جامعات القانون الأمريكية». المقال ينص أيضاً على أنه وبسبب عدم التناسب، فإن فرص فشل وايقاف أصحاب البشرة السمراء تكون أكبر.
ورقة ساندر في انعدام التناسب انتقدها عدة أساتذة في القانون، بمافيهم يان ايرس وريتشارد بروكس من ييل، والذين زعموا بأن إلغاء التمييز الإيجابي سيخفض من عدد المحامين السود بنسبة 12,7٪. وفي دراسة أجراها جيسي روثستن وألبرت هـ. يون فإنها أكدت نتائج ساندر حول عدم التناسب، لكنها وجدت أيضا أن إلغاء التمييز الإيجابي سوف «يؤدي إلى انخفاض عدد الطلبة السود بنسبة 63% في كل جامعات الحقوق وإلى انخفاض نحو 90% في جامعات الحقوق العريقة»  لكن هذه الأرقام الكبيرة المتوقعة تم التشكيك بها في عرض للدراسات السابقة قام به بيتر اركيدياكونو ومايكل لوفينهايم، في مقالتهم المنشورة عام 2016 اللذين وجدا مؤشرا قويا على أن التمييز الإيجابي يؤدي إلى عدم التناسب، قالا بأن التحاق بعض الطلاب الأفارقة الأمريكيين بجامعات أقل انتقائية للطلبة سوف يحسن بشكل كبير انخفاض معدل المحاولة الأولى لاجتياز امتحان القبول في النقابة، لكنهما حذرا من أن تحسينات كهذه يمكن أن ترجح في انخفاض في نسبة الالتحاق بجامعات الحقوق.
وفي دراسة أجريت عام 2011 أشارت إلى أن عدم التناسب يمكن أن يحدث فقط في الجامعات التي تنتقي الطلبة والتي تحتفظ بمعلومات خاصة- لكنه تم الكشف عن هذه المعلومات-  والتي يمكن أن تغير اختيار الطالب لهذه الجامعة. ووجدت الدراسة أن هذا هو الحال بالنسبة لجامعة دوك وأن هذه المعلومات يمكن أن تتوقع آداء الطالب الأكاديمي بعد بداية الدراسة.
وفشلت  دراسة أجريت عام 2013 حول التمييز الإيجابي في الهند في العثور على دليل لفرضية عدم التناسب 